# 라우드 (e스포츠)
라우드(LOUD)는 브라질의 가레나 프리 파이어, 리그 오브 레전드, 포트나이트, 발로란트 프로게임단이다.

## 개요
2019년, 가레나 프리 파이어, 리그 오브 레전드 프로게임단을 창단했다.
2020년, 포트나이트 프로게임단을 창단했다. 가레나 프리 파이어 종목에서 첫 우승을 달성했다.
2022년, 발로란트 프로게임단을 창단했다. 발로란트와 리그 오브 레전드 종목에서 첫 우승을 달성했다. 9월 18일, 발로란트 최상위 대회인 발로란트 챔피언스에서 우승을 달성했다.

## 연혁

### 가레나 프리 파이어
- 2019년 3월 9일 : 모바일 팀 LOUD 창단
- 2020년 5월 10일 : PC 에뮬레이터 팀 LAUDE 창단
- 2020년 9월 11일 : LAUDE에서 NOISE로 팀명 변경

### 리그 오브 레전드
- 2019년 2월 28일 : LOUD 창단
- 2020년 10월 2일 : CBLoL 프랜차이즈 팀 선발
- 2020년 12월 18일 : 2군 LOUD Academy 창단

### 포트나이트
- 2020년 6월 14일 : LOUD 창단

### 발로란트
- 2022년 1월 31일 : LOUD 창단

## 주요 성적

### 가레나 프리 파이어

#### 모바일 (LOUD)
- 프리 파이어 프로리그 브라질 시즌 2 8위
- 프리 파이어 프로리그 브라질 시즌 3 준우승
- 프리 파이어 월드 시리즈 2019 9위
- 코파 아메리카 2020 우승
- 리가 브라질리아 프리 파이어 2020: 시리즈 A 스테이지 1 3위
- 코파 프리 파이어 2020 11위
- 리가 브라질리아 프리 파이어 2020: 시리즈 A 스테이지 3 13위
- 리가 브라질리아 프리 파이어 2021: 시리즈 A 스테이지 1 준우승
- 프리 파이어 월드 시리즈 2021 준우승
- 리가 브라질리아 프리 파이어 2021: 시리즈 A 스테이지 2 10위
- 리가 브라질리아 프리 파이어 2021: 시리즈 A 스테이지 3 4위
- 리가 브라질리아 프리 파이어 2022: 시리즈 A 스테이지 1 우승
- 프리 파이어 월드 시리즈 2022 7위
- 코파 프리 파이어 2022 준우승

### 리그 오브 레전드

#### 1군 (LOUD)
- 서킷 브라질리언 리그 오브 레전드 2021 스플릿 1 5위
- 서킷 브라질리언 리그 오브 레전드 2021 스플릿 2 6위
- 서킷 브라질리언 리그 오브 레전드 2022 스플릿 1 7위
- 서킷 브라질리언 리그 오브 레전드 2022 스플릿 2 우승
- 리그 오브 레전드 월드 챔피언십 2022

#### 2군 (LOUD Academy)
- CBLOL 아카데미 2021 스플릿 1 5위
- CBLOL 아카데미 2021 스플릿 2 5위
- CBLOL 아카데미 2022 스플릿 1 3위
- CBLOL 아카데미 2022 스플릿 2 3위

### 발로란트
- 2022 발로란트 챌린저스 브라질 스테이지 1 우승
- 2022 발로란트 챔피언스 투어 마스터스 스테이지 1 준우승
- 2022 발로란트 챌린저스 브라질 스테이지 2 우승
- 2022 발로란트 챔피언스 투어 마스터스 스테이지 2 12위
- 발로란트 챔피언스 2022 우승